# Aérobie
Cet article possède un paronyme, voir Aérobic.
Un milieu est dit aérobie s'il contient du dioxygène. Le terme aérobie s'applique le plus souvent à un système (par exemple un organisme vivant ou un moteur) qui a besoin de dioxygène pour fonctionner. Le mot est forgé à partir du grec ancien : ἀήρ / aếr, « air » et βίος / bíos, « vie ».
L'aérobiose désigne le mode de vie des organismes vivant en présence d'air et plus précisément, de dioxygène (mode de vie aérien, souterrain ou aquatique dans un milieu oxygéné dit oxique).

## En biologie
L’aérobie désigne la capacité (ou le besoin) d'un organisme (ou d'un micro-organisme) à se développer dans l'air ambiant. En termes plus techniques, on définit un organisme aérobie comme un être vivant dont la voie métabolique de production d'énergie peut utiliser le dioxygène O2 comme accepteur d'électron.
Dans le monde vivant, il existe deux grandes sources d'énergie :
- la lumière pour les organismes phototrophes, comme les plantes vertes et certaines bactéries ;
- les composés organiques pour les organismes chimiotrophes, comme tous les animaux, la plupart des micro-organismes et les plantes non photosynthétiques.

L'extraction d'énergie des composés chimiques se fait chez les chimiotrophes par une série d'oxydoréductions, partant de composés organiques (comme le glucose) capables de donner des électrons, passant par une chaîne de transporteurs et aboutissant à un accepteur final d'électrons qui peut être l'oxygène, un composé organique ou minéral.
- Aérobie obligatoire : lorsque le dioxygène O2 est obligatoire pour la vie, on parle d'aérobie stricte ou obligatoire. La demi équation d'oxydoréduction du couple O2/H2O est : O2 + 4 e− + 4 H+ = 2H2O.
  - C'est le cas de l'homme ou du bacille de Koch (BK), responsable de la tuberculose. C'est pour cette raison que le BK s'installe dans des parties du corps riches en oxygène comme les poumons ou encore certaines parties du cerveau.
- Anaérobie : si l'organisme peut subsister en l'absence de dioxygène.
- Aéro-anaérobie facultative : si l'organisme utilise du dioxygène comme accepteur d'électrons mais peut s'adapter à l'absence de dioxygène. C'est le cas d'Escherichia coli et de la majorité des micro-organismes capables de coloniser l'organisme humain.
- Anaérobie obligatoire : si l'organisme ne peut utiliser l'oxygène et est de plus empoisonné par lui, comme chez la bactérie Clostridium botulinum.

| avec O2 |
| sans O2 |

| aérobie obligatoire       |
| aéro-anaérobie facultatif |
| anaérobie obligatoire     |

Chez l'homme, la voie principale de l'extraction d'énergie du glucose appelée glycolyse, se fait dans le cytosol des cellules. Elle peut utiliser l'oxygène s'il est disponible (aérobiose) mais elle peut aussi s'en passer (en anaérobiose). La glycolyse réalise en une série d'étapes l'oxydation du glucose conduisant au pyruvate.
glucose + 2 NAD+ → 2 CH3-CO-COO− + 2 (NADH + H+)
Lors d'un exercice musculaire, les premières minutes se font en anaérobie. Puis le processus aérobie se met en route si les cellules sont correctement oxygénées par la respiration. Le pyruvate pénètre dans les mitochondries et entre dans le cycle de Krebs et la chaîne respiratoire pour produire une grande quantité d'ATP. Mais si l'exercice musculaire est très intense et prolongé, les cellules produisent un complément d'énergie par une voie anaérobie, conduisant au lactate.

## En aéronautique
Le terme aérobie est utilisé en aéronautique, dans le domaine de la propulsion. Un moteur aérobie utilise le dioxygène de l'air ambiant comme comburant pour son fonctionnement.
Comme en biologie, le terme anaérobie désigne les propulseurs utilisant un comburant autre que le dioxygène de l'air ambiant.

## Sport
Dans le monde du sport, il est courant d’utiliser le terme de filière ou voie « aérobie » pour les efforts d’endurance. Cet usage provient de l’origine métabolique de l’ATP durant ce type d’effort qui est majoritairement oxydative (métabolisme mitochondrial).
En réalité, le muscle n’est jamais en réelle anaérobiose à l’effort (personne en bonne santé) donc le terme anaérobie est inapproprié pour la cellule musculaire humaine a contrario de certaines bactéries.
Durant un effort physique, le métabolisme oxydatif est utilisé en permanence quel que soit l’effort et c’est sa part relative qui varie. Plus l’intensité augmente et plus la cellule doit suppléer par la fermentation lactique et l’utilisation du stock de créatine phosphate pour régénérer l’ATP.
Plus encore, on sait aujourd’hui que la créatine phosphate fait office de relais énergétique entre la production mitochondriale d’ATP et son utilisation cytosolique.
On peut parler de métabolisme oxydatif ou « aérobie » pour les réactions couplées du cycle de Krebs et de la chaîne de transport des électrons. Le cycle de Krebs est initié à partir de l’acétyl CoA en provenance de la bêta-oxydation ou du pyruvate produit lors de la glycolyse. Compte tenu du coût supérieur en oxygène du métabolisme lipidique, le métabolisme glucidique est dominant à haute intensité.